# Leschaux
Leschaux est une commune française située dans le département de la Haute-Savoie, en région Auvergne-Rhône-Alpes.

## Géographie

### Situation et description
La commune de Leschaux se trouve dans le massif des Bauges, sur les pentes du Semnoz, au sud d'Annecy.
La Touvière et les Salles, petits lieux-dits des alentours, font partie de la commune.

### Voies de communication
Le territoire communal est traversé par la route départementale 912 (RD912)

## Urbanisme

### Typologie
Au 1er janvier 2024, Leschaux est catégorisée commune rurale à habitat dispersé, selon la nouvelle grille communale de densité à sept niveaux définie par l'Insee en 2022.
Elle est située hors unité urbaine. Par ailleurs la commune fait partie de l'aire d'attraction d'Annecy, dont elle est une commune de la couronne,. Cette aire, qui regroupe 79 communes, est catégorisée dans les aires de 200 000 à moins de 700 000 habitants,.

### Occupation des sols
L'occupation des sols de la commune, telle qu'elle ressort de la base de données européenne d’occupation biophysique des sols Corine Land Cover (CLC), est marquée par l'importance des forêts et milieux semi-naturels (78,4 % en 2018), une proportion sensiblement équivalente à celle de 1990 (78 %). La répartition détaillée en 2018 est la suivante : 
forêts (65,2 %), prairies (18,3 %), milieux à végétation arbustive et/ou herbacée (13,2 %), zones urbanisées (3,3 %).
L'IGN met par ailleurs à disposition un outil en ligne permettant de comparer l’évolution dans le temps de l’occupation des sols de la commune (ou de territoires à des échelles différentes). Plusieurs époques sont accessibles sous forme de cartes ou photos aériennes : la carte de Cassini (XVIIIe siècle), la carte d'état-major (1820-1866) et la période actuelle (1950 à aujourd'hui).

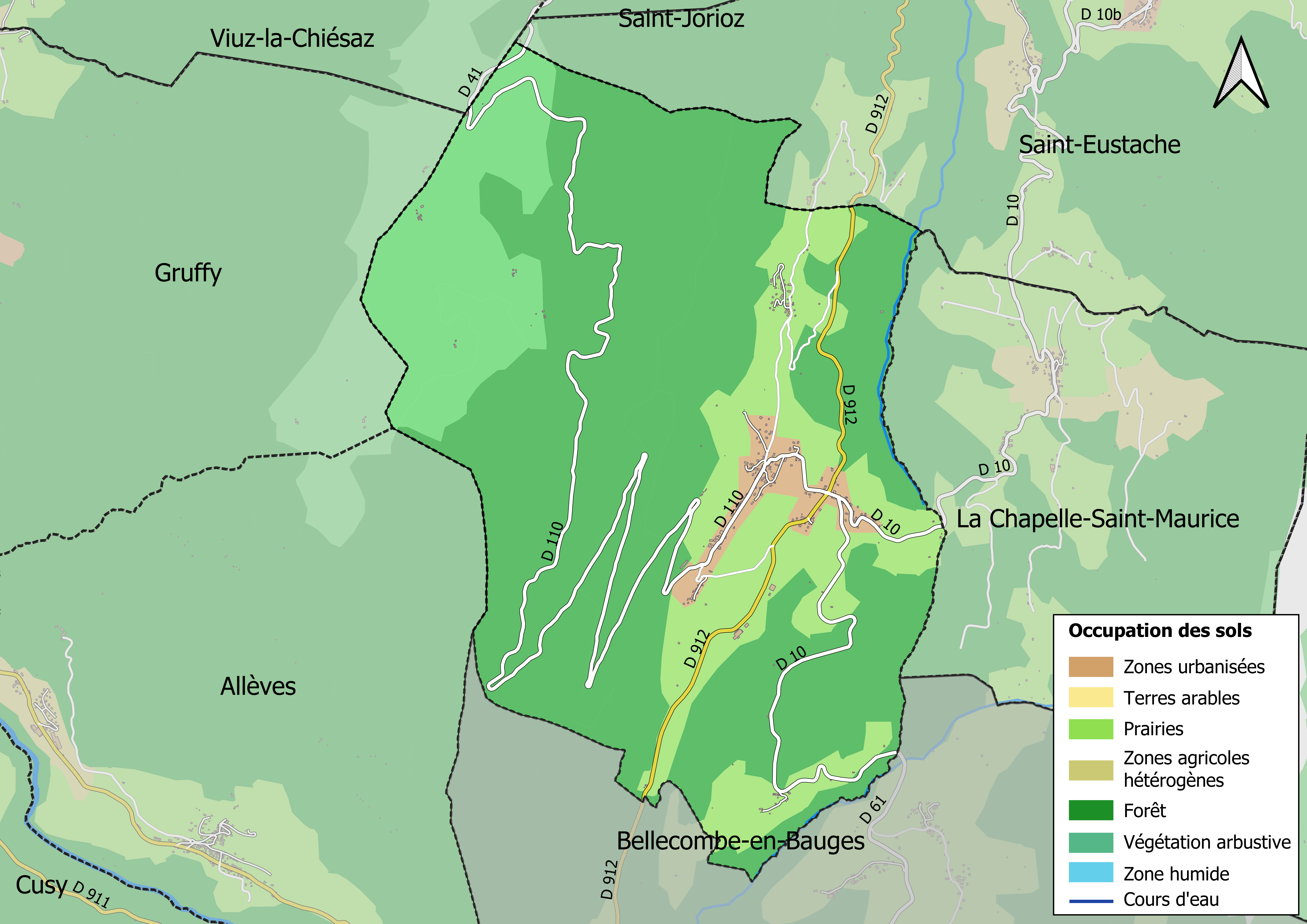
Carte des infrastructures et de l'occupation des sols en 2018 (CLC) de la commune.
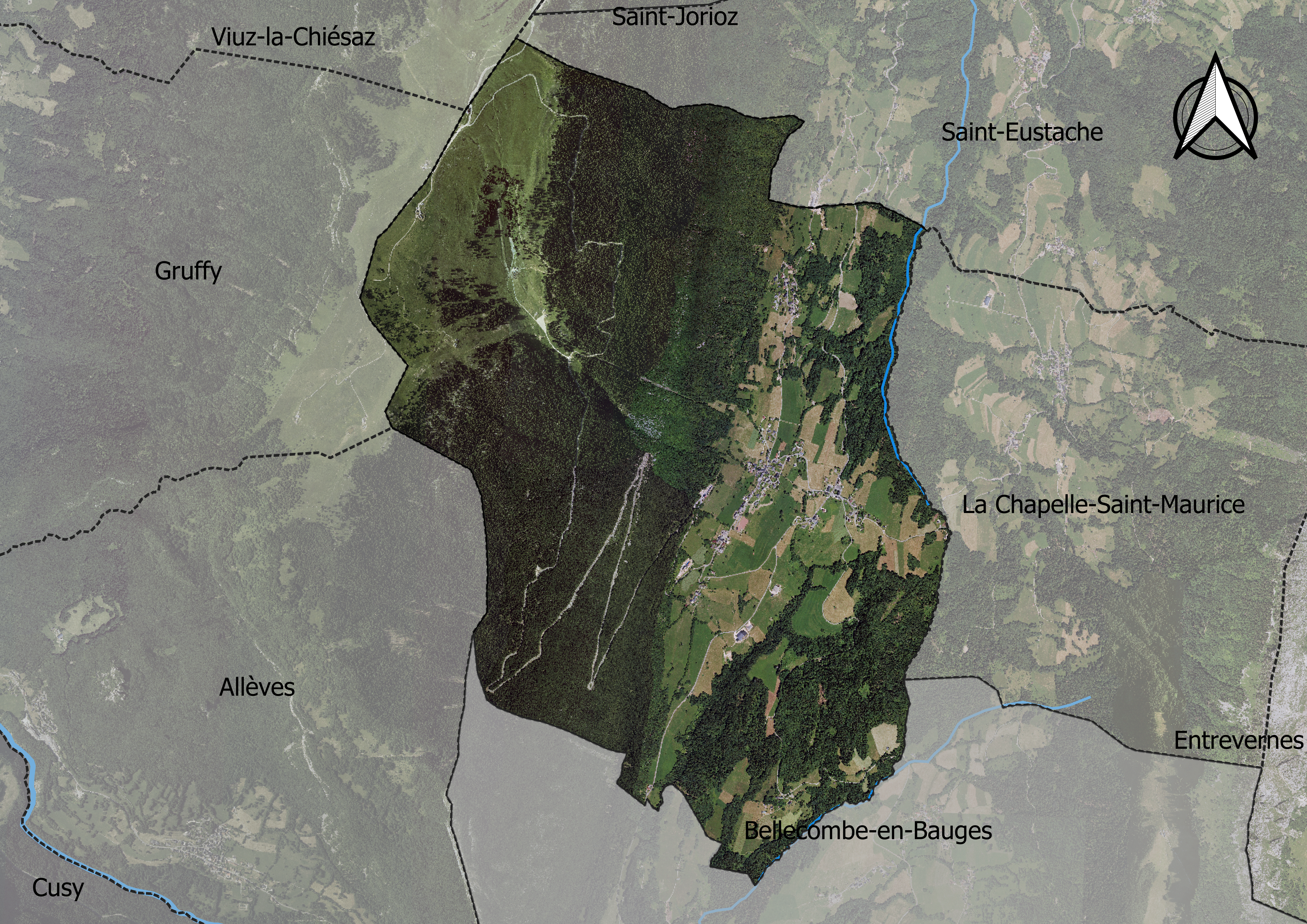
Carte orthophotogrammétrique de la commune.

## Toponymie
Le toponyme Leschaux est mentionné en 1292, sous la forme Calcibus, ici le col. Il s'agit d'une « agglutination de l'article les avec chaux, considéré comme un pluriel ». Le mot chal (« La Cha » en forme locale), au singulier, désigne les pâturages de montagnes, d'accès difficile et maigres en végétation. Chaux, en ancien français, signifie lieu improductif.
En francoprovençal, le nom de la commune s'écrit Léshô (graphie de Conflans) ou Leschâlx (ORB).

## Histoire
Ce sont les archives familiales et paroissiales qui nous permettront d'écrire une histoire de Leschaux :
Charvin, Christophe (+) 1627,
Collomb,
Dussollier,
Lyonnaz Perroux,
Vagnard,
Vagnard Sâtre...

## Politique et administration
| Période                                  | Période   | Identité          | Étiquette | Qualité |
| ---------------------------------------- | --------- | ----------------- | --------- | ------- |
| avant 1988                               | ...       | Pierre Todeschini | ...       | ...     |
| mars 2001                                | mars 2014 | Gérard Collomb    | ...       | ...     |
| mars 2014                                | En cours  | Catherine Bouvier | ...       | ...     |
| Les données manquantes sont à compléter. |           |                   |           |         |

## Démographie
Ses habitants sont appelés les Leschaliennes et les Leschaliens, en patois les Lardaires.
L'évolution du nombre d'habitants est connue à travers les recensements de la population effectués dans la commune depuis 1793. Pour les communes de moins de 10 000 habitants, une enquête de recensement portant sur toute la population est réalisée tous les cinq ans, les populations de référence des années intermédiaires étant quant à elles estimées par interpolation ou extrapolation. Pour la commune, le premier recensement exhaustif entrant dans le cadre du nouveau dispositif a été réalisé en 2007.

En 2022, la commune comptait 309 habitants, en évolution de +11,15 % par rapport à 2016 (Haute-Savoie : +6,01 %, France hors Mayotte : +2,11 %).
| 1793 | 1800 | 1806 | 1822 | 1838 | 1848 | 1858 | 1861 | 1866 |
| ---- | ---- | ---- | ---- | ---- | ---- | ---- | ---- | ---- |
| 297  | 297  | 312  | 317  | 371  | 408  | 346  | 358  | 378  |

| 1872 | 1876 | 1881 | 1886 | 1891 | 1896 | 1901 | 1906 | 1911 |
| ---- | ---- | ---- | ---- | ---- | ---- | ---- | ---- | ---- |
| 374  | 382  | 355  | 368  | 330  | 339  | 326  | 312  | 280  |

| 1921 | 1926 | 1931 | 1936 | 1946 | 1954 | 1962 | 1968 | 1975 |
| ---- | ---- | ---- | ---- | ---- | ---- | ---- | ---- | ---- |
| 250  | 252  | 245  | 236  | 218  | 221  | 161  | 169  | 108  |

| 1982 | 1990 | 1999 | 2006 | 2007 | 2012 | 2017 | 2022 | - |
| ---- | ---- | ---- | ---- | ---- | ---- | ---- | ---- | - |
| 172  | 214  | 257  | 272  | 274  | 272  | 274  | 309  | - |

## Économie
- Agriculture de montagne : fromage, élevage, forêts ;
- tourisme ;
  - Accès au Stade de neige du Semnoz
- petits commerçants ;
- artisans ;
- emplois à Annecy.

## Culture locale et patrimoine

### Personnalités liées à la commune
- Pierre Lamy (1909-1944), une figure annécienne de la résistance intérieure française, abattu par quatre soldats allemands au col de Leschaux, le 18 juillet 1944 et enterré sur place.

### Lieux et monuments
- Église, placée sous le patronage de saint Jean-Baptiste. Le nouvel édifice, de style néoroman, est construit selon les plans de l'architecte Mangé entre 1893 et 1896. En réalité, seul l'extérieur appartient au style néoroman, tandis que l'intérieur se rattache au style néogothique[14].
- Le col de Leschaux, alt. 900 m, passage entre le val du lac d'Annecy et les Bauges.
- La commune est adhérente au parc naturel régional des Bauges.